# Heliothryx
Heliothryx – rodzaj ptaków z podrodziny kolibrzyków (Polytminae) w rodzinie kolibrowatych (Trochilidae).

## Zasięg występowania
Rodzaj obejmuje gatunki występujące w Ameryce Centralnej i Południowej.

## Morfologia
Długość ciała 10,1–13,7 cm; masa ciała 4–6,3 g.

## Systematyka

### Etymologia
Heliothryx: gr. ἡλιος hēlios „słońce”; θριξ thrix, τριχος trikhos „włosy”.

### Podział systematyczny
Do rodzaju należą następujące gatunki:
- Heliothryx barroti (Bourcier, 1843) – skrzacik czapkowy
- Heliothryx auritus (J.F. Gmelin, 1788) – skrzacik czarnouchy